# Plouyé
Plouyé (bret. Plouie) – miejscowość i gmina we Francji, w regionie Bretania, w departamencie Finistère.
Według danych na rok 1990 gminę zamieszkiwało 726 osób, a gęstość zaludnienia wynosiła 19 osób/km² (wśród 1269 gmin Bretanii Plouyé plasuje się na 707. miejscu pod względem liczby ludności, natomiast pod względem powierzchni na miejscu 163.).